# Осиновая Гора (Тульская область)
Осиновая Гора — село в Тульской области России. 
В рамках организации местного самоуправления входит в городской округ город Тула, в рамках административно-территориального устройства — в Ильинский сельский округ Ленинского района Тульской области.

## География
Село Осиновая Гора расположено в 6 километрах к югу от центра города Тулы. Находится на берегу реки Упа. Ближайшими населёнными пунктами являются деревни Никитино и Малевка. С 2012 года в состав села Осиновая гора добавились микрорайоны Левобережный, Времена года и Суворовский. С 2014 года активно  заселяются новые микрорайоны города состоящие из современных монолитных домов микрорайонов Левобережный, Суворовский и Времена года, На территории которых находятся школа и два детских сада, пять гипермаркетов (Линия, Глобус, Леруа Мерлен, Мебель Молл и Хофф)
)

## Население
| 2002 | 2010 | 2021  |
| ---- | ---- | ----- |
| 280  | ↘186 | ↗4025 |

## История
До 1990-х гг. село входило в Ильинский сельский Совет. В 1997 году стало частью Ильинского сельского округа Ленинского района Тульской области. 
В рамках организации местного самоуправления с 2006 до 2014 гг. включалось в Ильинское сельское поселение Ленинского района, с 2015 года входит в Центральный территориальный округ в рамках городского округа город Тула.

## Достопримечательности
- В селе располагается Церковь Казанской иконы Божией Матери. Построена в начале 19-го века помещиком секунд-майором Хрущевым Д. А вместо существовавшей на ее месте деревянной церкви. В настоящее время церковь частично разрушена,реставрируется и работает[7].